# رفتارگرایی (روابط بین‌الملل)
رفتارگرایی (به انگلیسی: Behavioralism) در روابط بین‌الملل دیدگاهی است که به وحدت علم باور دارد. طرفداران این دیدگاه اعتقاد دارند که علوم اجتماعی با علوم طبیعی تفاوت اساسی ندارد.